# چوی ران
چوی رن (انگلیسی: Choi Ran؛ زادهٔ ۳۰ نوامبر ۱۹۶۰) یک بازیگر سینما، و هنرپیشه اهل کره جنوبی است.
از فیلم‌ها یا برنامه‌های تلویزیونی که وی در آن نقش داشته‌است می‌توان به تو زیبایی اشاره کرد. وی در سریال بزرگ در کنار گونگ یو، لی مین جونگ و سوزی ایفای نقش کرده است.

## مجموعه تلویزیونی
- ۱۹۸۲ ابر و باد (در نقش ساموول)
- ۱۹۸۴ دروازه استقلال
- ۱۹۸۵ من دخترم را بیشتر دوست دارم
- ۱۹۸۶ بازی درام: تجدید دیدار
- ۱۹۸۷ درختی که از عشق شکوفه می دهد (در نقش عمه سو جین)
- ۱۹۹۰ رقص آسمان شکسته (در نقش ملکه جونگ‌هی)
- ۱۹۹۳ صدایت را پایین نگه دار
- ۱۹۹۳ آهنگ جذاب ما
- ۱۹۹۴ بیمارستان عمومی (در نقش رئیس بخش پرستاری)
- ۱۹۹۵ عشق و ازدواج (در نقش یون جونگ بین)
- ۱۹۹۵ جاز (در نقش خواهر سونگ هوا)
- ۱۹۹۶ فصل شکوفایی عشق
- ۱۹۹۷ پزشکان (در نقش مدیر بیمارستان اوه سوک هیون)
- ۱۹۹۷ سیندرلا (در نقش پارک جین هی)
- ۱۹۹۸ جوانان پابرهنه (در نقش متخصص پزشکی قانونی)
- ۱۹۹۷ عشق و خداحافظی
- ۱۹۹۸ وکیل مدافع (در نقش سونگ مین هی)
- ۱۹۹۸ افسانه جاه طلبی (در نقش سونگ هیو جو)
- ۱۹۹۹ هور جون (در نقش هونگ چون)
- ۲۰۰۰ آقای دوک (در نقش پارک ئه جا)
- ۲۰۰۰ آسمان صاف فردا
- ۲۰۰۱ تاجر پوسان (در نقش وو یئو ران)
- ۲۰۰۱ بانوی زیبا (در نقش مدیر چوی)
- ۲۰۰۱ سان هی و جین هی (در نقش سون گئوم)
- ۲۰۰۱ این عشق است (در نقش پارک بیونگ اوک)
- ۲۰۰۲ خدمتکار آشپزخانه (در نقش خانم پارک)
- ۲۰۰۳ به سوی خورشید (در نقش جی هوا جا)
- ۲۰۰۳ آل این (در نقش جانگ مین ران)
- ۲۰۰۳ گردنبند مروارید (در نقش جانگ میونگ سوک)
- ۲۰۰۴ تربچه کیمچی (در نقش هو شیل نی)
- ۲۰۰۴ کانگسونی (در نقش هو پونگ جا)
- ۲۰۰۴ پیشنهاد دوم (در نقش گو میونگ اوک)
- ۲۰۰۵ دختر محبوب چون هیانگ (در نقش مادر مون ریونگ)
- ۲۰۰۵ داستان غم‌انگیز عشق (در نقش سوک جا)
- ۲۰۰۵ دختر من (در نقش به این سان)
- ۲۰۰۵ یک وداع غمناک (در نقش کیم سوک اوک)
- ۲۰۰۶ صد و یکمین ‌پیشنهاد (در نقش جانگ اون ایم)
- ۲۰۰۷ ایر سیتی (در نقش چوی جانگ هی)
- ۲۰۰۷ تربچه‌های مکعب کیمچی (در نقش سونگ سو نام)
- سی‌هزار مایل در جستجوی پسرم (در نقش نام هیون سوک)
- ۲۰۰۸ قهرمان (در نقش بانو نو سانگ کونگ)
- ۲۰۰۸ چیل وو قهرمان (در نقش مادرخوانده چیل وو)
- ۲۰۰۹ تو زیبایی (در نقش چوی می جا‌)
- ۲۰۰۹ چلچله خورشید (در نقش چوی این سوک)
- ۲۰۰۹ تردید نکن (اوم می سون)
- ۲۰۱۰ افسانه دونگ‌یی (در نقش بانو یون [مادر جانگ اوکی جونگ] )
- ۲۰۱۰ شما زنان را نمی‌شناسید (در نقش جانگ گئوم سوک)
- ۲۰۱۱ سرنوشت یک مبارز (در نقش یانگ میو)
- ۲۰۱۱ افتخار جین (در نقش مدیر پرستاری)
- ۲۰۱۱ پوزئیدون (در نقش یونگ ران)
- ۲۰۱۲ بزرگ (در نقش کیم یونگ اوک)
- ۲۰۱۲ خانواده بی پروا (در نقش چوی ران)
- ۲۰۱۶ اسرار زنان (در نقش پارک بوک جا)